# هنری جیمز (نظامی)
هنری جیمز (انگلیسی: Henry James; ۸ ژوئن ۱۸۰۳ – ۱۴ ژوئن ۱۸۷۷) مهندس و افسر اهل پادشاهی متحد بریتانیای کبیر و ایرلند بود. وی همچنین برندهٔ جوایزی همچون همکار انجمن سلطنتی شده‌است.